# أندرو بايلي
أندرو بايلي هو مصرفي وسياسي نيوزيلندي، ولد في عقد 1960. نشط حزبياً في الحزب الوطني في نيوزيلندا. وقد انتخب عضو مجلس النواب النيوزيلندي ‏ عن دائرة Hunua (New Zealand electorate) ‏ وقد انضم خلال فترته النيابية ‏ للكتلة البرلمانية الحزب الوطني في نيوزيلندا وانتخب عضو مجلس النواب النيوزيلندي ‏ عن دائرة Hunua (New Zealand electorate) ‏ وقد انضم خلال فترته النيابية ‏ للكتلة البرلمانية الحزب الوطني في نيوزيلندا.